# Ancistroneura
Ancistroneura é um gênero de traça pertencente à família Agonoxenidae.